# Statue des hl. Johannes von Nepomuk in Divina
Das Erneuerungsprojekt des Kulturdenkmals Statue des hl. Johannes von Nepomuk in Divina wurde unter der Schirmherrschaft der Botschaft der Bundesrepublik Deutschland in der Slowakei realisiert. Weitere Unterstützer waren Norodom Sihamoni, König von Kambodscha, und Simeon II., der letzte bulgarische Zar, in den Jahren 2001–2005 Vorsitzender der bulgarischen Regierung. Die Donoren des Projektes waren, außer dem Bistum Žilina, Franz, Herzog von Bayern, weiter der Ritterorden vom Heiligen Grab zu Jerusalem (Ordo Equestris Sancti Sepulcri Hierosolymitani), der Ritterorden der Kreuzherren mit dem roten Stern – der einzige Orden des tschechischen Ursprungs (Ordo militaris Crucigerorum cum rubea stella in pede pontis Pragensi) – und das Metropolitankapitel beim hl. Veit in Prag, das der Eigentümer des Grabmales dieses Heiligen ist. Weitere Partner, die sich um die Erneuerung der Skulptur verdient gemacht haben, sind sein Geburtsort, die Stadt Nepomuk, aber auch die Gemeinden, die der umfangreichen Pfarrei Divina angehören: Svederník, Divina und Divinka.

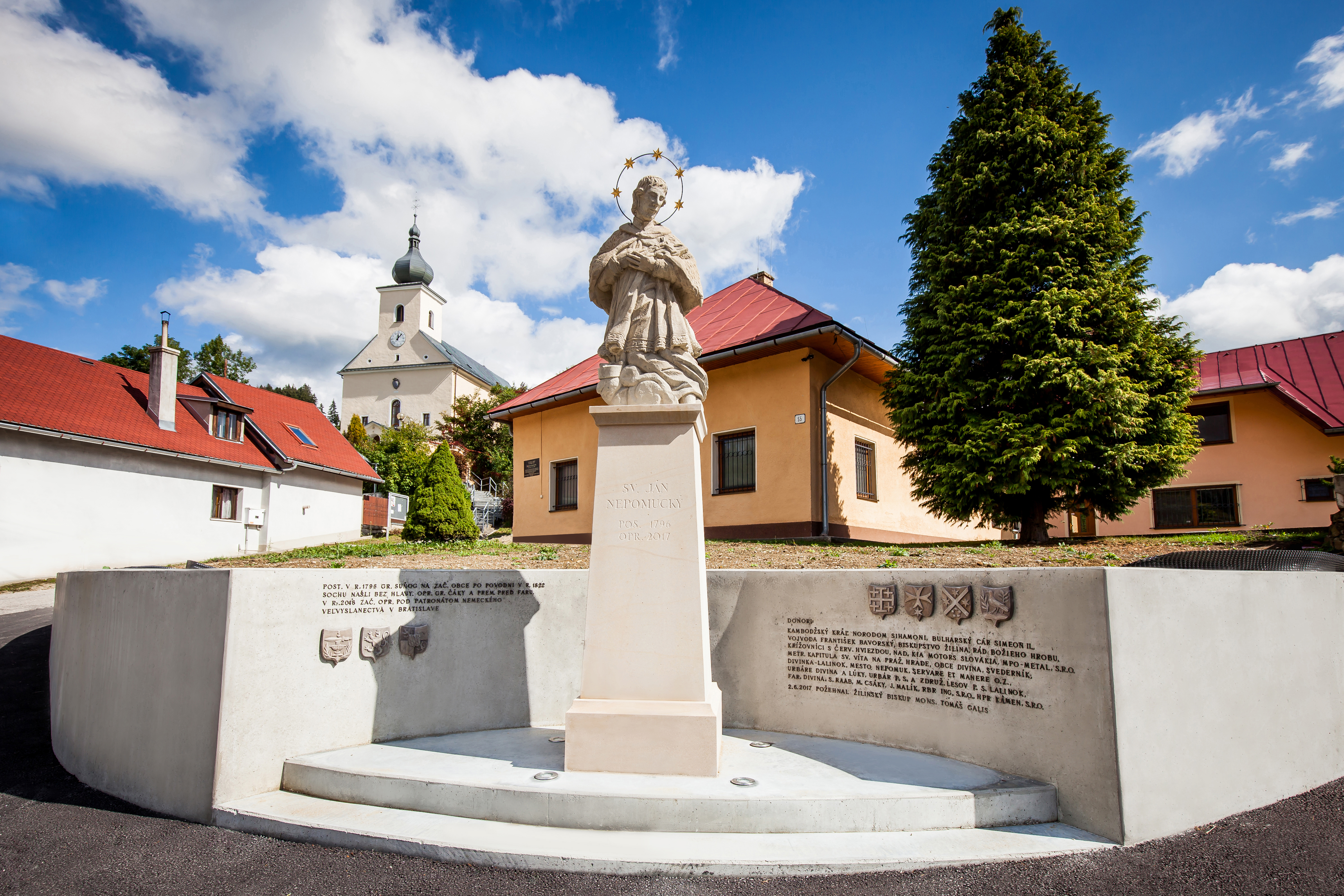
Statue des hl. Johannes von Nepomuk in Divina

## Hl. Johannes von Nepomuk
Johannes Nepomuk (um 1350–1393) war ein böhmischer Priester und Märtyrer. Er wurde 1729 von Papst Benedikt XIII. heiliggesprochen und gilt als „Brückenheiliger“ und Patron des Beichtgeheimnisses. Der hl. Johannes Nepomuk ist einer der meistabgebildeten Heiligen der Habsburger Monarchie, und in fast jeder Gemeinde gibt es ein Andenken an ihn in verschiedenen Formen (meistens Skulpturen).

## Grundcharakteristik
- Lokalisierung: Gemeinde Divina, Slowakei[3]
- Jahrhundert: 18.
- Art des Denkmals: Statue
- Material: Sandstein
- Stil: Spätbarock
- Autor: Unbekannter
- Gründer: Graf John Nepomuk Szunyogh[4]
- Baujahr: 1796
- Jahre der großen Reparaturen: nach 1822, 1995 und 2017[1]
- Autor der Rekonstruktion: Marek Sobola

## Geschichte
Die bis jetzt unbekannte Geschichte der Skulptur des hl. Johannes Nepomuk eröffnet uns die kanonische Visitation der Pfarrei Veľká Divina vom 1. September 1828, in der steht: „Auf dem Gebiet der Pfarrei ist auch eine Steinskulptur des hl. Johannes Nepomuk, die sich im Jahr 1796 bei der Einfahrt in die Gemeinde Divina unweit des Bachs bei der Straße befand. Sie wurde angefertigt auf Kosten des Grafs Johann Szunyogh. Bei demgroßen schicksalhaften Hochwasser im Jahr 1822, das die ganze Gemeinde vom Grund auf aufgewühlt hat, wurde diese Skulptur weggeschwemmt. Schließlich wurde sie kopflos aufgefunden. Dann wurde sie dank der Bereitschaft des Grafs Stefan Csáky, heutigen Patrons der Kirche, repariert und vor der Pfarrei auf eine gemauerte Säule gesetzt.“ Der hl. Johannes Nepomuk starb eines Märtyrertodes. Sein gefolterter Körper wurde gebunden und in den Fluss Moldau geworfen. 429 Jahre später passierte es ihm in Divina noch einmal. Das Hochwasser schwemmte die Skulptur des hl. Johannes Nepomuk weg, und er wurde wieder ertrunken. Diesmal endete er noch schlimmer als nach der Folterung auf den Befehl des Königs, er kam um seinen Kopf. Gott sei Dank wurde die Skulptur gefunden und repariert. Während der Jahrhunderte wurde sie mehrmals gestrichen und erneuert. Als die Restauratoren sie übernommen haben, wurde nach der Reinigung um den Hals herum eine deutliche Spur sichtbar – ein klarer Beweis, dass der Kopf neu gemacht wurde. Auch wenn durch einen nicht ganz so geschickten Meister wie bei der Ursprungsskulptur. Vielleicht durch einen Volkshandwerker, der nicht so ein ausgeprägtes Kunstgefühl hatte wie der unbekannte Barockkünstler, der die Skulptur im Auftrag von Graf Suňog angefertigt hat.

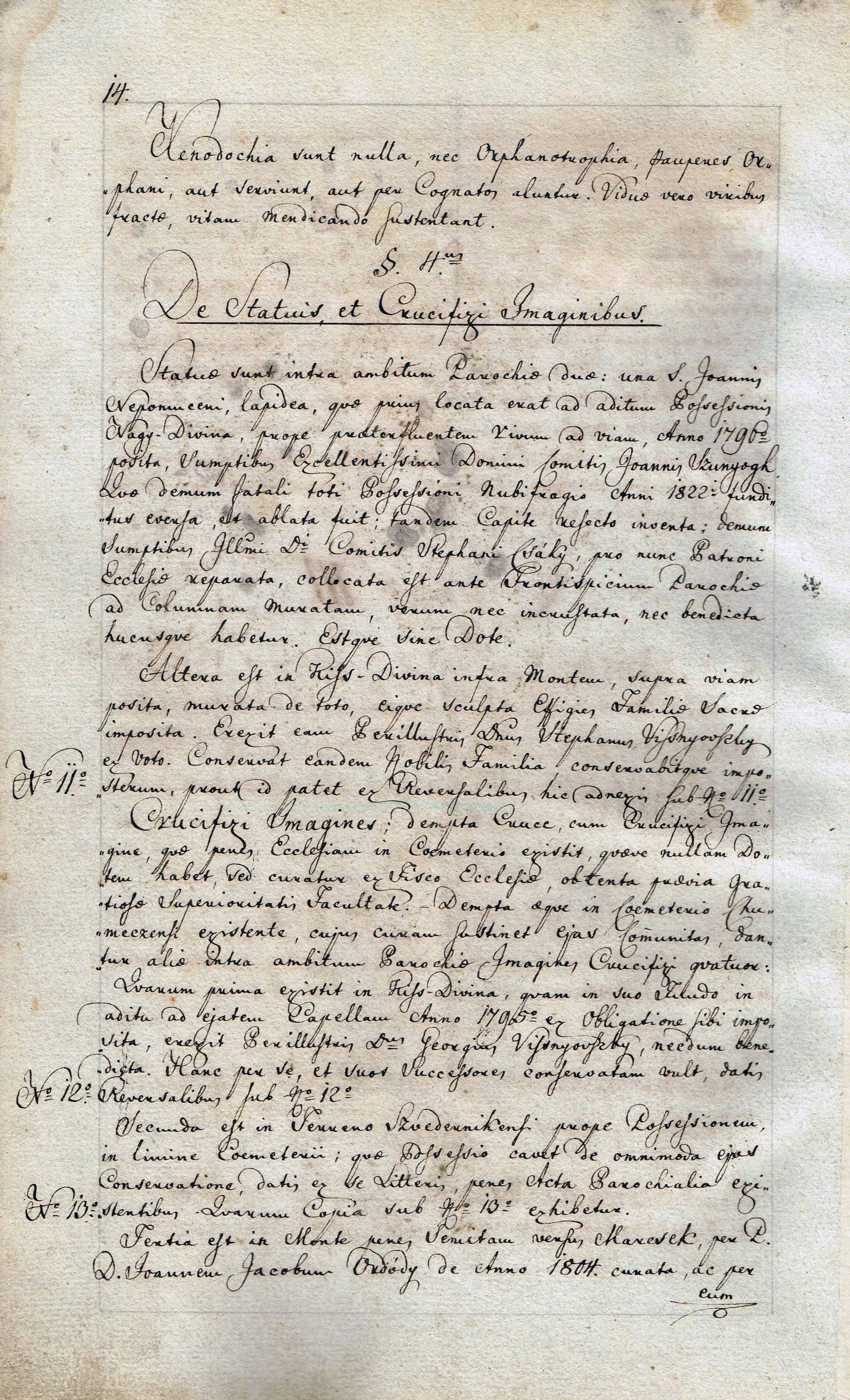
Seite von Die kanonische Visitation der Pfarrei „Veľká Divina“ vom 1. September 1828

Die Skulptur segnete feierlich am 2. Juni 2017 Mons. Tomáš Galis, Bischof der Diözese Žilina und enthüllte Joachim Bleicker, Botschafter des Bundesrepublik Deutschland in der Slowakischen Republik.